# Seigneuries d'au-delà des bois

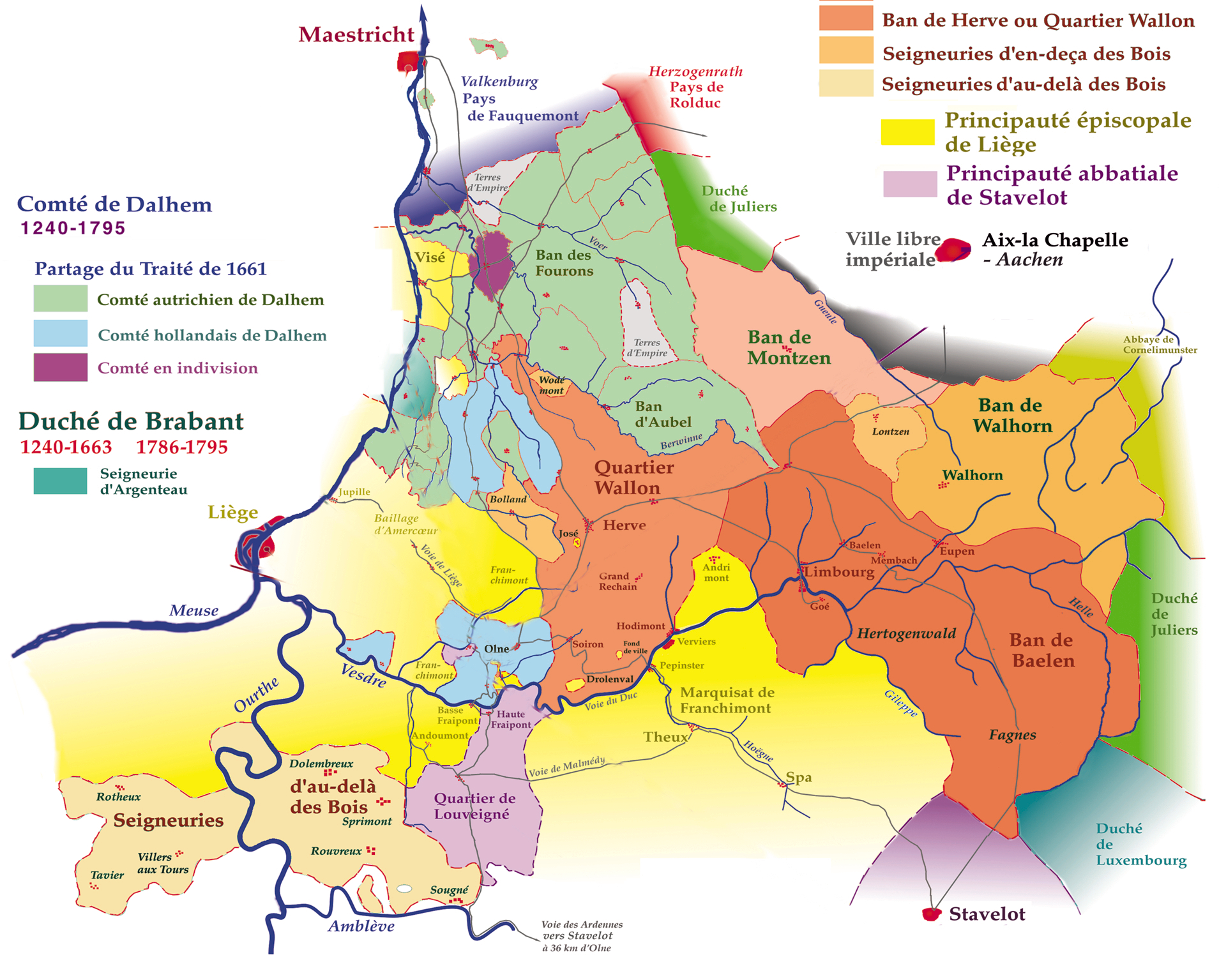
Carte du Duché de Limbourg de 1240 à 1795

Les Seigneuries d'au-delà des bois, partie du Quartier des Neuf seigneuries du Duché de Limbourg ou Haut-Ban de Sprimont de 1240 à 1795, étaient au nombre de sept en opposition avec les Seigneuries d'en deçà des Bois.
Ces seigneuries, ont constitué une enclave dans la principauté de Liège en régions géographiques du Condroz et de l'Ardenne, étaient celles de Sprimont, Esneux, Tavier, Villers-aux-Tours, La Chapelle, La Rimière et Baugnée.
- La Rimière était propriété en alleu de l’abbaye cistercienne du Val-Saint-Lambert.

## Les seigneuries d'au-delà des bois
- Le Château des Voués à Anthisnes
- Le Château de la Tour à Esneux
- Le Château de la Vaulx à Esneux
- Le Château d'Avionpuits à Esneux
- Le Château de Montfort à Esneux
- Le Castel d'Englebermont à Rotheux-Rimière
- Le Château des Granges à Rotheux-Rimière
- Le Château-ferme d'Angoxhe à Rotheux-Rimière
- Le Château-ferme de la Brassine à Rotheux-Rimière
- Le Château fort de Neufchâteau-sur-Amblève à Rouvreux
- Le Château de Florzé à Rouvreux
- Le Château des Baillis à Sprimont
- La Maison forte de Damré à Sprimont
- Le Château de Lincé à Sprimont
- Le Château de Chanxhe à Sprimont
- Le Château de Fays à Sprimont
- Le Château de Tavier
- Le Château de Baugnée à Tavier
- Le Château de la Chapelle à Tavier
- Le Château-ferme du Sart à Tavier
- Le Château de Villers-aux-Tours
- Le Château de Bolland
- Le Château "Les Cours" à Bolland